# Delphinium mirabile
Delphinium mirabile är en ranunkelväxtart som beskrevs av Sergievsk.. Delphinium mirabile ingår i släktet storriddarsporrar, och familjen ranunkelväxter. Inga underarter finns listade i Catalogue of Life.